# Mijiu

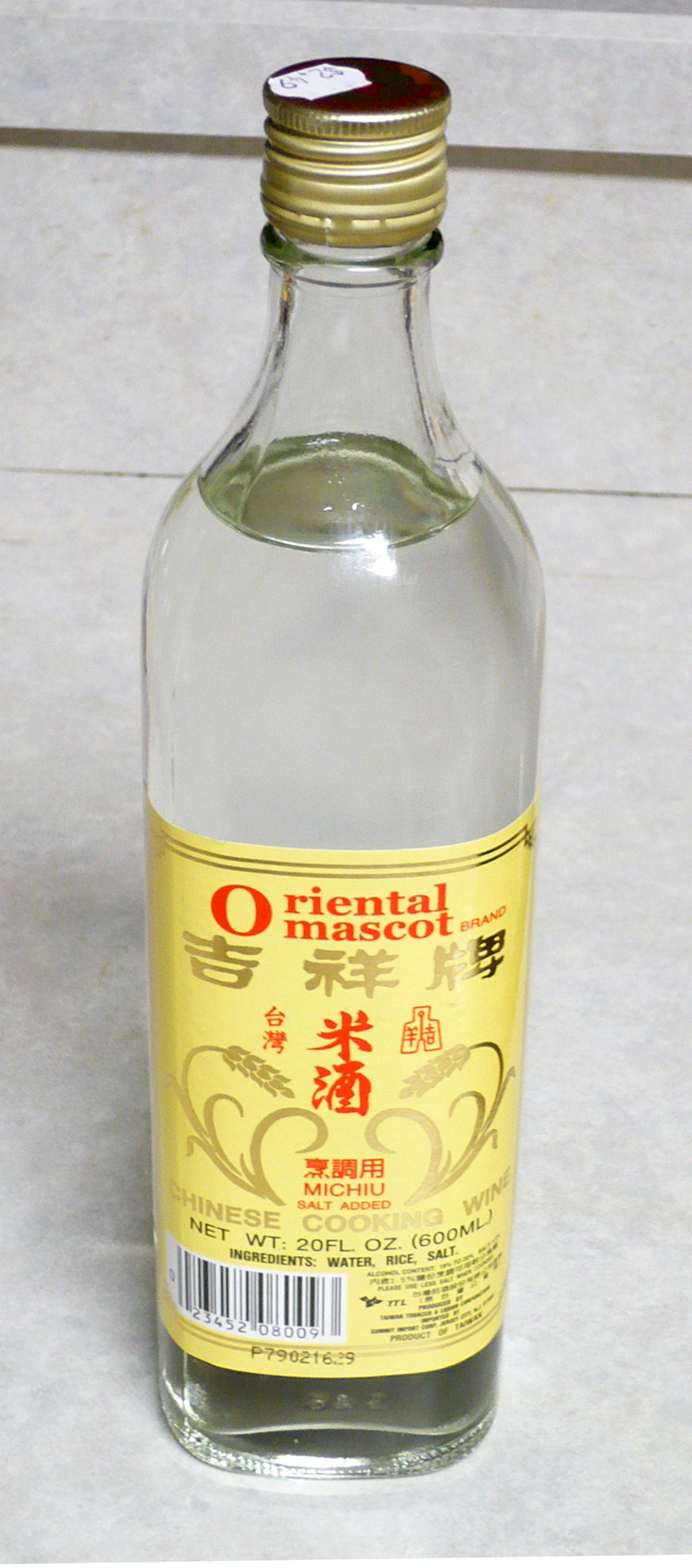
Una botella de mijiu de cocina taiwanés.

El mijiu (chino: 米酒, literalmente ‘vino de arroz’) es un tipo de vino chino hecho de arroz, que se produce en China y Taiwán. Como bebida fermentada, se considera un tipo de huangjiu.  Suele ser claro y algo dulce, como su equivalente japonés, el sake. Su contenido de alcohol oscila entre 12 y 20%.
El mijiu suele tomarse templado, como el sake japonés, y también se usa para cocina. El mijiu de cocina disponibles en supermercados chinos suele ser de menor calidad, y a menudo tiene sal añadida.
Una bebida destilada fuerte llamada baijiu de arroz (米白酒; pinyin: mǐbáijiǔ) se elabora destilando mijiu.
Un tipo de vino de arroz chino sin filtrar conteniendo granos de arroz glutinoso enteros se denomina jiuniang o laozao.